# Amputechture
Amputechture is het derde studioalbum van The Mars Volta. Het is opgenomen in Los Angeles, El Paso en Melbourne. Het is geproduceerd door Omar Rodriguez-Lopez en gemixt door Rich Costey. Het artwork komt van "Big Mutant" van Jeff Jordan. Het album zou oorspronkelijk begin augustus 2006 uitkomen, maar dat werd uiteindelijk een maand later. Het album is uitgebracht op cd en vinyl. Er worden veel gastrollen op het album vervuld, onder andere door John Frusciante (gitarist Red Hot Chili Peppers gitarist) die veel van de gitaarpartijen inspeelt.
Begin juli 2006 werd Viscera Eyes officieel uitgebracht op de MySpace-pagina van de band. Een paar dagen later was het nummer te beluisteren op de officiële website. Toen werd de versie op MySpace vervangen door een ingekorte radio-versie van 4:21. Ook werd bevestigd dat Viscera Eyes de eerste single van het album zou worden.

## Het album
Amputechture is het eerste album waar Omar en Cedric niet één doorlopend verhaal hebben gemaakt. Het maken van het album is wel hetzelfde gebleven: Omar zorgt voor de muziek, waar Cedric voor de teksten zorgt.
In een interview met MTV dat werd uitgegeven op 25 juli 2006 vertelde Cedric Bixler-Zavala dat er zeer verschillende inspiraties voor dit album waren, van de recente immigratiemarsen in de VS tot het nieuws van bezeten nonnen.

## Tracklist
1. "Vicarious Atonement" - 7:19
2. "Tetragrammaton" - 16:41
3. "Vermicide" - 4:15
4. "Meccamputechture" - 11:02
5. "Asilos Magdalena" - 6:34
6. "Viscera Eyes" - 9:23
7. "Day of the Baphomets" - 11:56
8. "El Ciervo Vulnerado" - 8:50

### Aantekeningen
- 1. Vicarious Atonement is de theorie dat Jezus Christus stierf omdat God dat wilde. Jezus stierf in plaats van de mensen die zondigden.
- 2. Tetragrammaton verwijst naar de vierletterige Hebreeuwse naam van God, יהוה.
- 3. Vermicide is een stof die gebruikt wordt om wormen te doden (vooral darmwormen). Het betekent dan ook letterlijk 'het doden van wormen'.
- 4. Meccamputechture - Mekka is de heiligste stad van de Islam. "Ampu" komt van het woord amputatie, "techture" komt van architectuur.
- 5. Asilos Magdalena verwijst naar de vroegere Magdalenatehuizen, katholieke opvanghuizen voor meisjes die in de prostitutie hadden gewerkt.
- 6. Viscera Eyes - Viscera is Latijn voor ingewanden.
- 7. Day of the Baphomets - Een baphomet is een afgodsbeeld dat soms verward wordt met de beeltenis van Satan.
- 8. El Ciervo Vulnerado is Spaans voor 'De gewonde herder'. 'Ciervo' (eigenlijk 'siervo') is het Spaanse woord voor pastor of herder. In de editie van 1960 van de Spaanstalige Reina-Valerabijbel wordt met de term 'El Ciervo que fue vulnerado', oftewel 'de herder die verwond werd', naar Jezus verwezen.

## Overig
- Vicarious Atonement komt van een stuk dat oorspronkelijk was geschreven voor At The Drive-In.
- Tekst en melodie van het onuitgebrachte lied Plague Upon Your Hissing wordt gebruikt in Day Of The Baphomets.
- Dit is het laatste album waar drummer Jon Theodore meespeelt.

## Artiesten
- Omar Rodriguez-Lopez - Eerste gitarist
- Cedric Bixler-Zavala - Zanger
- Jon Theodore - Drummer
- Isaiah Ikey Owens - Keyboard
- Juan Alderete - Bassist
- Marcel Rodriguez-Lopez - Percussie
- Paul Hinojos|Pablo Hinojos-Gonzalez - Geluidsbewerking
- Adrian Terrazas-Gonzales - Fluit, tenorsaxofoon, basklarinet
- John Frusciante - Rhythmische gitaar
- Sara Christina Gross - Saxofoon in "Meccamputechture"